# Anthurium barclayanum
Anthurium barclayanum Engl., 1905 è una pianta della famiglia delle Aracee, diffusa in Ecuador e Perù.